# Doctrina Carranza
Venustiano Carranza, comprendiendo la necesidad de precisar sus ideas sobre la política internacional que había de seguir México, por lo menos durante su gobierno, el año de 1918 puntualizó sus conceptos en su mensaje presidencial presentado al Congreso de la Unión el 1 de septiembre de aquel año.
En ese documento del Ejecutivo están consignadas las ideas que contiene la llamada Doctrina Carranza.

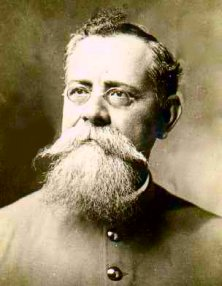
imagen del presidente Venustiano Carranza, autor de la doctrina

## Historia
La Constitución Política de los Estados Unidos Mexicanos de 1917 fue el resultado de la lucha de las clases. En este nuevo texto se incluyó la reapropiación de los recursos naturales de la Nación. Fue la manifestación escrita de los intereses nacionales. 
Una vez ratificada la Constitución, la verdadera dificultad fue su aplicación. Después de tomar la Presidencia, Carranza se confrontó con distintos movimientos armados. La reciente guerra había destruido gran parte de la infraestructura de comunicación y de transporte del país, así como el aparato burocrático. Además, el nuevo Presidente se enfrentaba a los intereses de los empresarios extranjeros que buscaban sobre todo conservar su poder y capital en México. 
Una vez promulgada la Constitución de 1917, las empresas y el gobierno estadounidenses empezaron a ejercer presión sobre el gobierno de Carranza. Estos mostraban un especial descontento por los artículos 3°, 27°, 30° y 130°. El primero de ellos establecía un impuesto especial del 10% sobre la producción petrolera y sus derivados. Como resultado de este decreto, los empresarios extranjeros debían pagar al gobierno mexicano por utilizar su petróleo y esto significó un incremento de los costos de producción de los derivados del petróleo. 
Los empresarios estadounidenses recurrieron a amenazas para que el gobierno carrancista tomara cartas en el asunto. Iniciaron campañas para desprestigiar al Presidente y a su gabinete. Incluso las compañías petroleras, con el apoyo del Secretario de Estado Robert Lansing, amenazaron con la intervención armada. Más aún, Lansing exigió al gobierno mexicano que no volviera a emitir un decreto sin que éste fuera revisado previamente por el Departamento de Estado de los Estados Unidos. La petición del Secretario fue sutilmente apoyada por seis barcos de guerra posicionados cerca de las costas de Tampico. 
La respuesta de Estados Unidos respondía a la búsqueda de este país de posicionarse dentro del sistema internacional gobernado por las potencias europeas. Ante la amenaza de Estados Unidos, Carranza decidió proteger los intereses nacionales, ya que era peligroso para un país en un estado tan frágil ceder ante las presiones de nuestro vecino del norte. El 1 de septiembre de 1918, frente al Congreso, Carranza expuso la doctrina que lleva su nombre. Ésta considera que la diplomacia no debe utilizarse con el fin de perseguir intereses personales ni para ejercer presión sobre los países que no eran tan poderosos como las potencias. Carranza expresó como principios de la política exterior de México: 

"la igualdad, el mutuo respeto a las instituciones y a las leyes, y la firme y constante voluntad de no intervenir jamás, bajo ningún pretexto, en los asuntos interiores de otros países... procurando al mismo tiempo obtener... un tratamiento igual al que otorga, esto es, que se considere Nación Soberana..., que sean respetadas sus leyes y sus instituciones y que no se intervenga en ninguna forma en sus asuntos interiores."

Viendo afectados sus intereses, Estados Unidos parecía cada vez más cerca de declarar la guerra a México. Sin embargo, la situación internacional imposibilitó que el conflicto escalara hasta ese punto.

## Ideas fundamentales de la doctrina
I. Todas las naciones son iguales ante el Derecho. En consecuencia deben respetar mutua y escrupulosamente sus instituciones, sus Leyes y su soberanía, sometiéndose estrictamente y sin excepciones al principio universal de no intervención.
II. Nacionales y extranjeros deben ser iguales ante la soberanía del Estado en que se encuentran; de consiguiente ningún individuo debe pretender una situación mejor que la de los ciudadanos del país donde va a establecerse y no hacer de su calidad de extranjero un título de protección y privilegio.
III. Las legislaciones de los Estados deben ser uniformes y semejantes en lo posible, sin establecer distinciones por causa de nacionalidad, excepto en lo referente al ejercicio de la soberanía.
IV. La diplomacia debe velar por los intereses generales de la civilización y por el establecimiento de la confraternidad universal; no debe servir para la protección de intereses particulares, ni para poner al servicio de estos la fuerza y la majestad de las naciones. Tampoco debe servir para ejercer presión sobre los Gobiernos de países débiles, a fin de obtener modificaciones a las leyes que no convengan a los súbditos de países poderosos.